# جام جهانی ویوا ۲۰۰۸
جام جهانی ویوا ۲۰۰۸ (به انگلیسی: 2008 VIVA World Cup)، دومین جام جهانی ویوا، تورنمنت بین‌المللی برای فوتبال بود که در ژوئیه سال ۲۰۰۸ برگزار شد و تیم‌هایی که عضو فیفا نیستند در این مسابقات شرکت کردند. در این مسابقات، پادانیا برای اولین بار موفق به کسب جام قهرمانی شد و جایزهٔ نلسون ماندلا را با خود به خانه برد.
میزبان و مدافع عنوان قهرمانی رقابت‌ها، تیم ساپمی بود. این دوره از مسابقات که توسط ساپمی‌ها تشکیل شده بود، از ۷ تا ۱۳ ژوئیه در شهر یالیوره سوئد برگزار شد.
| قهرمان جام جهانی ویوا ۲۰۰۸ |
| پادانیا نخستین بار         |
| -------------------------- |